# Antonio Mollica
Antonio Mollica est un metteur en scène, scénariste, réalisateur et producteur de cinéma italien.

## Biographie
Antonio Mollica a surtout travaillé pour le théâtre. Il a aussi réalisé trois films entre 1967 et 1970, pour lesquels il a écrit une partie du scénario.

## Filmographie

### Comme réalisateur
- 1967 : Né pour tuer (Nato per uccidere)
- 1970 : Vingt Pas vers la mort (Veinte pasos para la muerte)
- 1970 : Le Corsaire des sept mers (Il corsaro)

### Comme assistant-réalisateur
- 1964 : Le Fils de Tarass Boulba

### Comme scénariste
- 1967 : Né pour tuer (Nato per uccidere)

### Comme producteur
- 1967 : Né pour tuer (Nato per uccidere)
- 1968 : È stato bello amarti